# 苍白斑皿蛛
苍白斑皿蛛（学名：Lepthyphantes pallidus）为皿蛛科斑皿蛛属的动物。分布于欧洲、俄罗斯以及中国大陆的新疆等地，常见于草丛。该物种的模式产地在欧洲。